# کوه نانگو

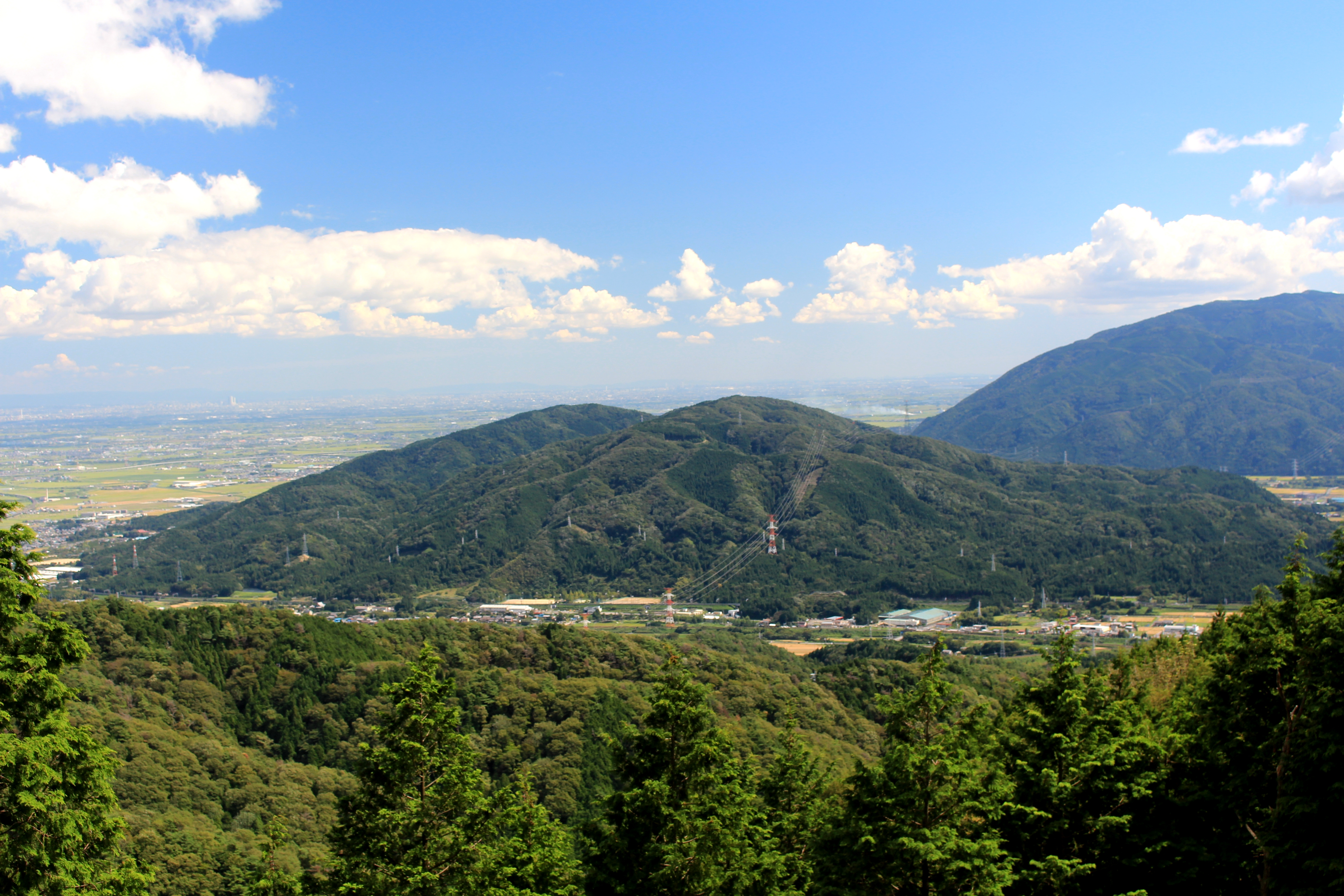
کوه نانگو

کوه نانگو (به ژاپنی: 南宮山 なんぐうさん)، کوهی با ارتفاع ۴۱۹ متر در شهر اوگاکی، گیفو، استان گیفو که در میان شهر تارویی، ناحیه فووا، شهر سکیگاهارا و شهر یورو، ناحیه یورو قرار گرفته‌است.